# Parkside (San Francisco)
Parkside est un quartier de San Francisco, à l'ouest du centre-ville, orienté vers la côte Pacifique.